# James Gavin

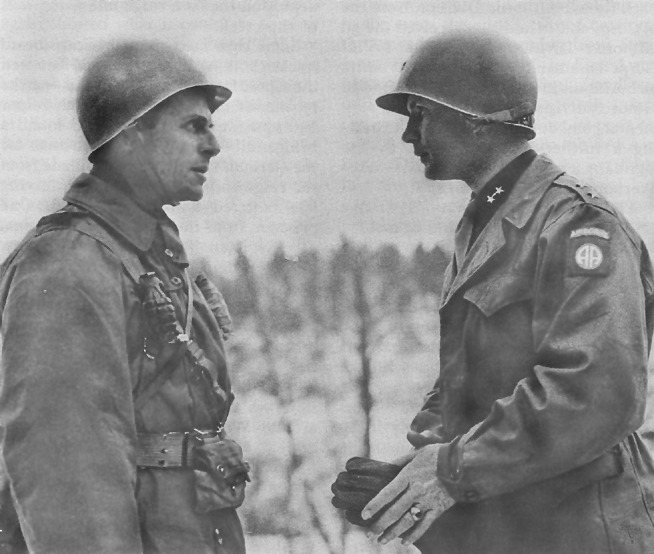
Generałowie Matthew Ridgway i James Gavin podczas bitwy o Ardeny, 19 grudnia 1944 roku

James Maurice Gavin (ur. 22 marca 1907 w Nowym Jorku jako James Nally Ryan, zm. 23 lutego 1990 w Baltimore) – amerykański żołnierz wojsk powietrznodesantowych, generał porucznik. W czynnej służbie wojskowej od 1924 do 1958; dowodził m.in. 505 pułkiem piechoty spadochronowej (sierpień 1942 – wrzesień 1944), wchodzącym w skład 82 Dywizji Powietrznodesantowej, a od operacji Market Garden we wrześniu 1944 – całą tą dywizją.
Zwany był „The Jumping General” („Skaczący Generał”), ponieważ uczestniczył w desantach jednostek, którymi dowodził. Bardzo lubiany przez żołnierzy podległych mu jednostek, otrzymał od nich przydomek „Slim Jim” („Smukły Jim”) z uwagi na wysportowana sylwetkę. Był znany także z przeciwstawiania się segregacji rasowej w wojsku, co zdobyło mu dużą popularność.

## Życiorys
Urodził się w Brooklynie jako syn ubogich imigrantów irlandzkich. W wieku około dwóch lat trafił do sierocińca, skąd wkrótce (w 1909) został adoptowany przez górnika Martina Gavina i jego żonę, Mary, z Mount Carmel w Pensylwanii. Rodzinie Gavinów także nie wiodło się najlepiej: 12-letni James zmuszony był porzucić szkołę i podjąć pracę, by wesprzeć budżet rodzinny. Skończywszy 17 lat, wyjechał do Nowego Jorku, by szukać pracy. Wkrótce zaciągnął się do wojska i swoją przysięgę wojskową złożył 1 kwietnia 1924. Skierowany został do Panamy, gdzie służył w jednostce artylerii nabrzeżnej w Fort Sherman. Jesienią 1924 podjął naukę w szkole w Corozal Town w Belize, dzięki czemu nadrobił zaległości edukacyjne i mógł wstąpić latem 1925 do uczelni wojskowej w West Point. Ukończył ją w 1929 w stopniu podporucznika (Second Lieutenant) i w tym samym roku ożenił się z Irmą Baulsir.
Po West Point skierowany został w rejon Douglas w Arizonie, na pogranicze meksykańsko-amerykańskie. Później trafił do szkoły piechoty w Fort Benning w Georgii, a następnie był instruktorem piechoty w Fort Sill w Oklahomie. W 1936 skierowano go na Filipiny, skąd wrócił po półtora roku z rodziną do Waszyngtonu. Następnie służył w 3 Dywizji Piechoty, po czym – awansowany do stopnia kapitana – objął dowództwo kompanii „K” w 7 Dywizji Piechoty.
Następnie trafił znów do West Point na dodatkowe szkolenie w dziedzinie taktyki wojskowej. W tym czasie zetknął się z taktyką wojsk powietrznodesantowych, którymi miał dowodzić w przyszłości.
W czasie II wojny światowej James Gavin służył w Europie; awansowany na generała brygady w 1943 był najmłodszym amerykańskim generałem od czasów wojny secesyjnej. Brał udział w operacjach: Husky (inwazja Sycylii, lato 1943), Overlord (przełamanie Wału Atlantyckiego, lato 1944) i Market Garden (jesień 1944). Po wojnie był zwolennikiem tworzenia oddziałów kawalerii powietrznej wykorzystującej śmigłowce. Między innymi jego zasługą jest masowe wykorzystywanie helikopterów przez wojska amerykańskie w operacjach po II wojnie światowej, w tym podczas wojny wietnamskiej.
Po przejściu na emeryturę James Gavin pełnił jeszcze, na prośbę prezydenta J.F. Kennedy’ego, funkcję ambasadora USA we Francji (1961–1962).

## Odznaczenia
- Distinguished Service Cross (dwukrotnie)
- Distinguished Service Medal
- Silver Star
- Bronze Star
- Purple Heart
- Army Commendation Medal
- American Defense Service Medal
- European-African-Middle Eastern Campaign Medal
- World War II Victory Medal (USA)
- Army of Occupation Medal
- Distinguished Service Order (Wielka Brytania)
- Oficer Legii Honorowej
- Croix de Guerre z palmą (Francja)
- Croix de Guerre z palmą (Belgia)

## Film
Postać generała Gavina pojawiła się w dwóch znanych filmach fabularnych. W obrazie Najdłuższy dzień (1962), wyreżyserowanym przez Kena Annakina, w jego roli wystąpił Robert Ryan, natomiast Ryan O’Neal zagrał go w filmie O jeden most za daleko (1977) w reżyserii Richarda Attenborough. W obu produkcjach gen. Gavin pełnił funkcję konsultanta wojskowego.